# Milan Gurović
Milan Gurović (cyr. Милан Гуровић; ur. 17 czerwca 1976 w Nowym Sadzie) – serbski zawodowy koszykarz, mistrz świata (2002) oraz Europy (2001), trener koszykarski.
Był najlepszym strzelcem i graczem Pucharu ULEB podczas sezonów 2005-2006 i 2006-2007, kiedy grał dla Crvenej Zvezdy. Zdobył złoty medal w 2001 na mistrzostwach Europy i w 2002 na mistrzostwach świata jako zawodnik reprezentacji Jugosławii. Był zawodnikiem Prokomu Trefla Sopot, z którym zdobył Mistrzostwo Polski w sezonie 2007/2008. Podczas finału play-off, za wzięcie udziału w bójce otrzymał karę dyskwalifikacji – odsunięcie od jednego spotkania oraz finansową – 20 tysięcy złotych.
W listopadzie 2004 dostał zakaz wjazdu na mecz swojego zespołu w Chorwacji i Bośni (rozgrywki Ligi Adriatyckiej skupiają kraje byłej Jugosławii) z powodu tatuażu nad lewym łokciem z podobizną Dragoljuba Mihailovicia, serbskiego generała, przywódcy czetników w czasie II wojny światowej.
W sezonie 2007/2008, podczas wygranego 76-70 spotkania z PGE Turowem Zgorzelec, ustanowił nadal aktualny rekord finałów PLK (odkąd wprowadzono oficjalne statystyki w sezonie 1998/99), notując 36 punktów. W trakcie tej samej serii finałowej zanotował w jednym ze spotkań 34 punkty, co jest drugim najwyższym wynikiem w historii.
30 września 2009 roku oficjalnie ogłosił zakończenie kariery.

## Osiągnięcia
Klubowe
- Mistrz: 
  - Hiszpanii (1999)[2]
  - Polski (2008)[2]
- Wicemistrz:
  - Hiszpanii (2000, 2002)
  - Serbii (2007)
- Zdobywca Pucharu:
  - Koracia (1999)[2]
  - Hiszpanii (2002)
  - Serbii i Czarnogóry (2006)[2]
  - Polski (2008)
- Finalista:
  - Superpucharu Polski (2008)[3]
  - Pucharu Hiszpanii (2003)

Indywidualne
- MVP:
  - Pucharu ULEB (2007)[2]
  - ligi adriatyckiej (2007)
  - play-off ligi serbskiej (2007)
  - ACB All-Star Game (2001)[4]
- Zaliczony do I składu PLK (2008)
- Lider strzelców:
  - Eurocupu (2007)[2]
  - ligi adriatyckiej (2007)
  - ligi serbskiej (2006)[2]
  - play-off PLK w średniej punktów (2008)[5]
- 2-krotny uczestnik hiszpańskiego All-Star Game (1999, 2001)[4]

Reprezentacja
Jugosławii
- Mistrz[2]:
  - świata (2002)
  - Europy (2001)
- Brązowy medalista mistrzostw Europy (1999)[2]
- Wicemistrz turnieju FIBA Diamond Ball (2000)

Serbii i Czarnogóry
- 2-krotny uczestnik Eurobasketu (2003 – 6. miejsce, 2005 – 9. miejsce)[2]

Serbii
- Uczestnik Eurobasketu (2007 – 14. miejsce)[2]

Trenerskie
- Wicemistrz Serbii jako asystent trenera (2013)
- Zdobywca Pucharu Serbii jako asystent trenera (2013)